# Grand Prix SAR La Princesse Lalla Meryem 2018
Grand Prix SAR La Princesse Lalla Meryem 2018 — жіночий професійний тенісний турнір, що проходив на кортах з ґрунтовим покриттям в Рабаті (Марокко). Турнір відбувсь увісімнадцяте. Належав до серії International в рамках Туру WTA 2018. Тривав з 30 квітня до 5 травня 2018 року.

## Очки і призові
| Дисципліна              | П   | Ф   | ПФ  | ЧФ | 1/8 | 1/16 | Q   | Q3  | Q2  | Q1  |
| Жінки, одиночний розряд | 280 | 180 | 110 | 60 | 30  | 1    | 18  | 14  | 10  | 1   |
| Жінки, парний розряд    | 280 | 180 | 110 | 60 | 1   | Н/Д  | Н/Д | Н/Д | Н/Д | Н/Д |

### Розподіл призових грошей
| Дисципліна              | П       | F       | ПФ      | ЧФ     | 1/8    | 1/16   | Q3     | Q2   | Q1   |
| Жінки, одиночний розряд | $43,000 | $21,400 | $11,300 | $5,900 | $3,310 | $1,925 | $1,005 | $730 | $530 |
| Жінки, парний розряд    | $12,300 | $6,400  | $3,435  | $1,820 | $960   | Н/Д    | Н/Д    | Н/Д  | Н/Д  |

## Учасниці основної сітки в одиночному розряді

### Сіяні учасниці
| Країна            | Гравчиня           | Рейтинг1 | Сіяна |
| ----------------- | ------------------ | -------- | ----- |
| Бельгія           | Елісе Мертенс      | 17       | 1     |
| Словаччина        | Домініка Цібулкова | 33       | 2     |
| Хорватія          | Петра Мартич       | 36       | 3     |
| Угорщина          | Тімеа Бабош        | 38       | 4     |
| Швейцарія         | Тімеа Бачинскі     | 46       | 5     |
| Казахстан         | Заріна Діяс        | 52       | 6     |
| Сербія            | Александра Крунич  | 53       | 7     |
| Китайський Тайбей | Сє Шувей           | 59       | 8     |

- Рейтинг подано станом на 23 квітня 2018.

### Інші учасниці
Гравчині, що отримали вайлд-кард на участь в основній сітці:
- Тімеа Бачинскі
- Діае Ель-Жарді
- Катаріна Завацька

Такі учасниці отримали право на участь в основній сітці завдяки захищеному рейтингові:
- Крістіна Кучова
- Бетані Маттек-Сендс

Нижче наведено гравчинь, які пробились в основну сітку через стадію кваліфікації:
- Паула Бадоса Хіберт
- Фіона Ферро
- Сільвія Солер Еспіноза
- Тамара Зіданшек

Як щасливий лузер в основну сітку потрапили такі гравчині:
- Александра Дулгеру
- Магдалена Френх

### Відмовились від участі
- Тімеа Бачинскі → її замінила  Магдалена Френх
- Кетрін Белліс → її замінила  Крістіна Макгейл
- Катерина Бондаренко → її замінила  Сара Еррані
- Катерина Козлова → її замінила  Александра Дулгеру
- Татьяна Марія → її замінила  Крістіна Кучова
- Марія Саккарі → її замінила  Яна Фетт

### Знялись
- Паула Бадоса Хіберт
- Лаура Зігемунд

## Учасниці основної сітки в парному розряді

### Сіяні
| Країна    | Гравчиня           | Країна          | Гравчиня      | Рейтинг1 | Сіяна |
| --------- | ------------------ | --------------- | ------------- | -------- | ----- |
| Чехія     | Барбора Крейчикова | Велика Британія | Анна Сміт     | 75       | 1     |
| Польща    | Алісія Росольська  | США             | Абігейл Спірс | 88       | 2     |
| Австралія | Монік Адамчак      | Швейцарія       | Ксенія Нолл   | 122      | 3     |
| Грузія    | Оксана Калашникова | Нідерланди      | Бібіана Схофс | 155      | 4     |

- 1 Рейтинг подано станом на 23 квітня 2018.

### Інші учасниці
The following pairs received wildcards into the doubles main draw:
- Oumaima Aziz /  Діае Ель-Жарді
- Sada Nahimana /  Сандра Самір

## Переможниці та фіналістки

### Одиночний розряд
- Елісе Мертенс —  Айла Томлянович, 6–2, 7–6(7–4)

### Парний розряд
- Анна Блінкова /  Ралука Олару —  Георгіна Гарсія Перес /  Фанні Штоллар, 6–4, 6–4